# Mineiros
Mineiros is een gemeente in de Braziliaanse deelstaat Goiás. De gemeente telt 48.329 inwoners (schatting 2009).

## Aangrenzende gemeenten
De gemeente grenst aan Caiapônia, Chapadão do Céu, Doverlândia, Jataí, Perolândia, Portelândia, Santa Rita do Araguaia, Serranópolis, Costa Rica (MS), Alto Araguaia (MT), Alto Taquari (MT) en Ponte Branca (MT).